# Marko Šuler
Marko Šuler (* 9. März 1983 in Slovenj Gradec) ist ein slowenischer Fußballspieler. Der Abwehrspieler, der 2008 in der slowenischen Nationalmannschaft debütierte, gewann mit ND Gorica zweimal den slowenischen Landesmeistertitel.

## Sportlicher Werdegang
Šuler begann mit dem Fußballspielen bei Partizan Slovenj Gradec. Über den SAK Klagenfurt und den FC Kärnten wechselte er 2002 zum NK Dravograd. Für den Klub aus Nordslowenien lief er in der 2. Slovenska Nogometna Liga auf und etablierte sich schnell als Stammspieler und erreichte mit der Mannschaft 2004 das Pokalfinale gegen NK Maribor. Nach einer 0:4-Niederlage im Hinspiel verpasste sie trotz eines 4:3-Rückspielerfolges den Titelgewinn.
Šuler verließ im Sommer des Jahres den Klub und wechselte in die Slovenska Nogometna Liga zu ND Gorica. An der Seite von Valter Birsa, Aleš Puš, Admir Kršič und Saša Ranič verhalf er als Stammspieler zum Meisterschaftsgewinn. Den Gewinn des Doubles verpasste er mit der Mannschaft erst im Pokalendspiel, als sich Publikum Celje durch ein Tor von Wladislaw Lungu mit einem 1:0-Sieg durchsetzte. In der folgenden Spielzeit war er neben Torschützenkönig Miran Burgić weiters ein Garant für eine erfolgreiche Titelverteidigung in der Meisterschaft. Obwohl ihm der Titelhattrick als Vizemeister in der Spielzeit 2006/07 verwehrt blieb, hatte er sich auch außerhalb der Landesgrenzen einen Namen gemacht.
In der Winterpause der Spielzeit 2007/08 verließ Šuler sein Heimatland, um sich dem belgischen Klub KAA Gent anzuschließen. Die Leistungen des Defensivspielers honorierte Nationaltrainer Matjaž Kek, der ihn im Frühjahr 2008 erstmals für die Auswahlmannschaft nominierte. Im März debütierte er anlässlich eines 1:0-Auswärtserfolgs durch ein Tor von Šišić Mirnes gegen die ungarische Nationalmannschaft in einem Freundschaftsspiel im Nationaljersey. Zum Saisonende stand er an der Seite von Miloš Marić, Bernd Thijs, Bryan Ruiz und Adékambi Olufadé mit seinem Klub im Pokalfinale, verpasste mit einer 2:3-Niederlage gegen den RSC Anderlecht jedoch seinen ersten Titelgewinn im Ausland. Als Stammspieler sorgte er jedoch dafür, dass der Klub sich auch im folgenden Jahr als Tabellenvierter für den Europapokal qualifizierte. Parallel hielt er sich in der Nationalmannschaft, mit der er sich für die Weltmeisterschaftsendrunde 2010 in Südafrika qualifizierte.
In der Hinrunde der Saison 2011/12 verlor er seinen Stammplatz bei KAA Gent. In der Rückrunde wurde er an den israelischen Erstligisten Hapoel Tel Aviv verliehen, wo er Stammspieler wurde und den israelischen Pokal gewinnen konnte.
Zur Saison 2012/13 wechselte Šuler zum polnischen Erstligisten KP Legia Warschau. Mit Legia wurde er 2013 Polnischer Meister und Polnischer Pokalsieger. Da er jedoch bei Legia Warschau nie über die Reservistenrolle hinauskam, wechselte Marko Šuler Anfang 2014 zurück nach Slowenien zum NK Maribor.

## Erfolge
- Slowenischer Meister: 2005, 2006, 2014, 2017
- Belgischer Pokalsieger: 2010
- Israelischer Pokalsieger: 2012
- Polnischer Pokalsieger: 2013
- Polnischer Meister: 2013